# Corps techniques et administratifs des armées
Pour les articles homonymes, voir CTA.
Les corps techniques et administratifs (CTA) constituent différents corps d'officiers de l'Armée de terre et de la Gendarmerie nationale françaises. Dans l'Armée de l'air, les officiers assurant des missions comparables aux OCTA appartiennent au corps des officiers des bases de l'air.
Jusqu'au 1er janvier 2016, il existait également des corps techniques et administratifs de la Marine nationale, des affaires maritimes, du Service de santé des armées (SSA), du Service des essences des armées (SEA) et de la direction générale de l'Armement (DGA). Leurs officiers ont été, à cette date, soit rattachés à d'autres corps nouvellement créés, soit rattachés, après commission d'intégration, à des corps existants, comme celui des commissaires des armées ou des administrateurs des Affaires maritimes.
Ces officiers peuvent exercer des fonctions d'encadrement et de conception dans ces organismes ou services, ou, plus rarement, participer à leur direction. Ils peuvent aussi être appelés à faire partie d'organismes interarmées ou relevant d'une autre armée, ou de tout autre organisme rattaché au ministère de la Défense. 

## Différents corps
Les officiers des corps techniques et administratifs constituent les corps d'officiers de carrière suivants :
- corps technique et administratif de l'Armée de terre ;
- corps technique et administratif de la Gendarmerie nationale ;

## Différents grades
La hiérarchie des corps techniques et administratifs des armées comporte les grades suivants :
| Armée de terre et Gendarmerie |
| ----------------------------- |
| Général de division           |
| Général de brigade            |
| Colonel                       |
| Lieutenant-colonel            |
| Commandant                    |
| Capitaine                     |
| Lieutenant                    |
| Sous-lieutenant               |

## Formation
La formation des officiers des corps techniques et administratifs s'effectuent de la manière suivante:
- les OCTAGN (officiers du corps technique et administratif de la Gendarmerie nationale) sont formés pendant deux ans à l'EOGN située à Melun ;
- les officiers du corps technique et administratif de l’armée de Terre ont une formation de durée adaptée en fonction de leur origine de recrutement. Celle peut aller de 3 mois au sein de l'EMAC pour les officiers sous contrat à deux ans pour les officiers semi-directs au sein de l’EMIA.  En tout état de cause, des formations de spécialisation sont suivies par les officiers.